# 85317 Lehár
(85317) Lehar, denumire internațională (85317) Lehár, este un asteroid din centura principală de asteroizi.

## Descriere
85317 Lehár este un asteroid din centura principală de asteroizi. A fost descoperit pe 30 ianuarie 1995 la Tautenburg de Freimut Börngen. Asteroidul prezintă o orbită caracterizată de o semiaxă mare de 2,61 ua, o excentricitate de 0,26 și o înclinație de 6,6° în raport cu ecliptica.